# Eudokia Dekapolitissa
Eudokia Dekapolitissa, född okänt år, död efter 867, var en bysantinsk kejsarinna, gift 855 med kejsar Mikael III.
Eudokia Dekapolitissa valdes ut av änkekejsarinnan och regenten Theodora till brud åt dennas son, den femtonårige kejsar Mikael, i en brudvisning. Hennes bakgrund är okänd men deltagarna i brudvisningarna förväntades komma ur hovkretsarna. Theodora hade valt henne eftersom hon ogillade sonens förhållande med Eudokia Ingerina. 
Eudokia Dekapolitissa ignorerades av maken, som fortsatte sitt förhållande med Ingerina. I november 855 avsatte Mikael Theodora från regeringen med hjälp av sin morbror Bardas. I början av 856 skickade Mikael sina systrar i kloster, och följande år spärrade han in även modern i kloster. Eudokia Dekapolitissa förblev kejsarinna fram till makens död men ignorerades i stort av honom privat. 
Vid makens död 867 tilläts hon återvända till sin familj och nämns sedan inte mer i dokumenten.     